# بورانی‌کند
بورانی‌کند (به انگلیسی: Boranıkənd) یک روستا و دهکده در شهرستان سالیان در جمهوری آذربایجان است. جمعیت این روستا ۲۲۰۸ نفر است.

## دین
در مسجد جامع بورانی‌کند یک هیئت مذهبی وجود دارد.